# Ultime Violence : Ninja 2
Série
L'Implacable Ninja
(1983) Ninja III
(1984)
Pour plus de détails, voir Fiche technique et Distribution.
Ultime Violence : Ninja 2 (Revenge of the Ninja) est un film américain réalisé par Sam Firstenberg, sorti en 1983.

## Synopsis
Après le massacre de leur famille au Japon, Cho et son fils Kane, décident de partir aux États-Unis pour recommencer une nouvelle vie. Après avoir découvert la trahison d'un ami qui l'a impliqué malgré lui, Cho va devoir se préparer pour l'ultime bataille...

## Fiche technique
- Titre français : Ultime Violence : Ninja 2[2]
- Titre original : Revenge of the Ninja
- Réalisation :  Sam Firstenberg
- Scénario : James R. Silke
- Musique : Robert J. Walsh
- Photographie : David Gurfinkel
- Montage : Mark Helfrich
- Production : Yoram Globus & Menahem Golan
- Sociétés de production : Golan/Globus & Cannon Films
- Société de distribution : Metro-Goldwyn-Mayer
- Pays :  États-Unis
- Langue : Anglais
- Format : Couleur - Stéréo - 35 mm - 1.85:1
- Genre : Action, Policier
- Durée : 90 min

## Distribution
- Shô Kosugi : Cho Osaki / Black Ninja
- Arthur Roberts (VF : Gérard Dessalles) : Braden
- Keith Vitali : Dave Hatcher
- Ashley Ferrare : Cathy
- Mario Gallo : Caifano
- Virgil Frye : Le lieutenant Dime
- Grace Oshita : La grand-mère
- Kane Kosugi (VF : Jackie Berger) : Kane Osaki
- Mel Hampton : L'inspecteur Rios
- John LaMotta : Joe
- Oscar Rowland : L'informateur de Caifano
- Professor Toru Tanaka : Le serviteur sumo